# Lý Hổ
Đường Thái Tổ (chữ Hán: 李虎, ? – 551), tự Uy Mãnh  người trấn Vũ Xuyên, Đại Bắc , tướng lĩnh, khai quốc công thần, một trong "Bát Trụ Quốc" nhà Tây Ngụy. Thời Tây Ngụy, ông được ban họ Tiên Ti là "Đại Dã", đến thời Bắc Chu, Dương Kiên lên làm thừa tướng mới bỏ đi. Lý Hổ được cháu nội là Đường Cao Tổ Lý Uyên tôn làm Hoàng đế, miếu hiệu là Thái Tổ, thụy hiệu là Cảnh Đế.

## Thân thế
Nhà Đường nhận mình là hậu duệ Cao Dương thị, con cháu của quốc chủ nước Tây Lương thời Thập lục quốc, tức là sĩ tộc họ Lý ở Thành Kỷ, Lũng Tây  hay Địch Đạo, Lũng Tây .
Theo Cựu – Tân Đường thư, quốc chủ đời thứ hai của Tây Lương là Lý Hâm sinh ra Trùng Nhĩ. Tây Lương bị Bắc Lương diệt, Trùng Nhĩ chạy đến Giang Nam, làm Nhữ Nam thái thú nhà Lưu Tống; sau đó quay về Bắc Ngụy, được bái làm Hoằng Nông thái thú, tặng Dự Châu thứ sử. Trùng Nhĩ sinh ra Hi, ban đầu làm Kim Môn trấn tướng, sau đó dời đến Vũ Xuyên. Hi sinh ra Thiên Tích, làm Trường chủ, trong những năm Đại Thống nhà Tây Ngụy được truy tặng Tư không. Thiên Tích sinh ra Hổ.

## Sự nghiệp
Hổ từ nhỏ phong lưu lỗi lạc, chí hướng cao xa; thích đọc sách nhưng không trau dồi câu chữ, giỏi cưỡi ngựa bắn cung; khinh tài trọng nghĩa, kết giao rộng rãi, rất được Hạ Bạt Nhạc xem trọng.
Theo Nhạc chinh thảo Nguyên Hạo, nhờ công được thăng Ninh sóc tướng quân, Truân kỵ hiệu úy. Ông ở lại trấn thủ Lũng Tây, làm Đông Ung Châu thứ sử, sau đó chuyển sang làm Vệ tướng quân. Nhạc trấn thủ Lũng Hữu, lấy Hổ làm Tả sương đại đô đốc, ủy nhiệm Nội ngoại quân sự.
Nhạc bị Hầu Mạc Trần Duyệt sát hại, Hổ đến Kinh Châu khuyên anh Nhạc là Thắng vào Quan Trung thay Nhạc, Thắng không nghe. Nghe tin Vũ Văn Thái khởi binh đánh Duyệt, ông từ Kinh Châu quay về, ở Văn Hương  thì bị biệt tướng của Cao Hoan bắt được, giải đến Lạc Dương. Ngụy Hiếu Vũ đế muốn thu lấy Quan Hữu, gặp Hổ rất mừng, bái làm Vệ tướng quân, ban cho vàng lụa, để ông quay về Quan Trung. Khi Cao Hoan tiến vào Lạc Dương, Hổ đưa quân đón được đế ở Đồng Quan, nhờ công được bái làm Kiêu kỵ tướng quân, gia Nghi đồng tam tư.
Lý Hổ soái quân đánh Linh Châu thứ sử Tào Nê, chiêu dụ người Phá Dã Đầu ở Tắc Hạ, rồi trưng dụng bọn họ. 4 tuần thì hạ được thành, bắt được Nê. Bình xong Linh Châu, bộ lạc A Chí La theo lối riêng cắt đứt đường về, ông soái binh tinh nhuệ tập kích, bắt hết bọn họ. Tiến phong Trường An huyện hầu, thực ấp 500 hộ. Hổ xin nhường con của anh là Khang Sinh, Vũ Văn Thái cho. Sau đó, ông theo Thái đại phá Cao Hoan ở Sa Uyển.
Lương Xí Định khởi nghĩa ở Hà Châu, Hổ kiêm chức Thượng thư tả bộc xạ, làm Lũng Hữu hành đài, tổng lĩnh quân đội đi đánh. Ông phát hiện bộ tướng Ô Quân Trường Mệnh ngầm liên kết với nghĩa quân, bắt chém làm hiệu lệnh, nghĩa quân nghe tin bỏ trốn đến Hà Bắc. Lý Hổ đưa quân vượt sông, Xí Định ra hàng, bắt được mấy vạn nam nữ, bổ sung cho vùng Tam Phụ. Tiến vị Khai phủ nghi đồng tam tư, còn lại như cũ.
Bọn lính ở Nam Kì Châu là Dương Bồn Sinh, Mã Tăng làm phản, liên kết với quân nhà Lương ở Hán Trung. Lý Hổ trên đường về nhân đó tiến đánh nghĩa quân, sai sứ chiêu dụ. Bồn Sinh trá hàng, ông biết vậy, vờ ra lệnh cho tướng sĩ nghỉ ngơi. Bồn Sinh biết tin rất mừng, thả cho quân đội ra ngoài thành tìm lương thực. Lý Hổ đưa quân ập đến khi trời còn mờ sáng, lệnh cho tráng sĩ theo cửa ngách mà vào, người trong thành không ai dám chống lại. Quân lệnh nghiêm túc, không xâm phạm đến ai, lưu quân trấn thủ rồi bắt Bồn Sinh mà về. Vũ Văn Thái thán phục, sai sứ úy lạo, ban chức Kì Châu thứ sử.
Mạc Chiết Hậu Sí cướp Tần Châu, Lý Hổ thảo phạt, quân vừa đến thì nghĩa quân đã hàng, thu lấy mấy ngàn binh sĩ đem về.
Mẹ mất, khi táng được đặc cấp Kinh xa, có chiếu cho lấy đất bên mộ để xây mả.
Sau đó dời sang làm Triệu quận công, Vị, Tần 2 Châu thứ sử. Lại dẹp loạn Hồ Bình Chi, dời phong Lũng Tây công. Tiến bái Thái úy, rồi dời sang làm Hữu quân đại đô đốc, Trụ Quốc Đại tướng quân, Thiếu sư.
Nhà Chu thay ngôi, xét công tá mệnh, truy phong Đường quốc công, thụy là Tương.

## Dật sự
Lý Hổ thường theo Vũ Văn Thái duyệt quân đội ở dưới Bắc Sơn, gặp báo tấn công, không ai dám cứu giá. Hổ tay không bắt báo mà giết đi, Thái rất mừng, nói: "Tên ngài là Hổ, quả không sai vậy!"
Ban đầu người Trung Quốc gọi thùng chứa phân là "hổ tử". Đến đời Đường, vì kỵ húy Đường Thái Tổ, nên đổi thành "mã tử", đến ngày nay thì gọi là "mã dũng", còn gọi là tiện dũng, phẩn dũng, cung dũng...

## Hậu nhân
Lý Hổ có tám con trai: Diên Bá, Chân, Bính, Chương, Hội, Y, Úy, Lượng. Lý Bính sinh ra Đường Cao Tổ Lý Uyên, được truy tôn Đường Thế Tổ.